# Helocasis burksi
Helocasis burksi är en stekelart som beskrevs av Wallace 1973. Helocasis burksi ingår i släktet Helocasis och familjen puppglanssteklar. Inga underarter finns listade i Catalogue of Life.